# プルンギル -青の道-
『プルンギル -青の道-』（プルンギル あおのみち）は、『週刊コミックバンチ』に2002年25号～2003年34号まで掲載されたサスペンス漫画である。原作は江戸川啓視、作画はクォン・カヤ。単行本全5巻。題名「プルンギル」（푸른 길）は、韓国語で「青い道」の意で、そのまま韓国版の題名ともなっている。

## 概要
日本と韓国の刑事がぶつかり合いながらも協力し、殺人事件を解明しようと奔走する姿を描いた作品である。過去に日本が行った朝鮮の植民地支配や日韓の歴史認識の違いに関わる諸問題も、テーマとして採り上げられている。

## あらすじ
日韓両国で、体じゅうの関節が捻じ曲げられるという猟奇殺人事件が、4件連続して発生する。死体の傍には、被害者の血を使って、日本の現場ではハングル（韓国語）で、韓国の現場ではひらがなと漢字で、豊臣秀吉の朝鮮出兵時の降倭・哀美里の兵法書の文言が書き込まれていた。
警視庁と韓国警察庁が合同で捜査に当たることになり、日本側からは猪瀬警部補らが、韓国側からは姜警監らが捜査班に組み込まれる。初めは姜警監に対して良い印象を持っていなかった猪瀬警部補であったが、次第に意気投合し協力し合うようになる。
そんな中、5件目、6件目の殺人事件が起こる。日韓の過去の歴史が深く絡んだ事件の真相を解き明かすために、猪瀬警部補と姜警監は奔走する。

## 主な登場人物
猪瀬道徳（いのせ みちのり）
警視庁・警部補。
捜査の際にはどんな手段もいとわない熱血さを見せる一方、冷静な目で物事を観察することが出来るベテラン刑事。
叩き上げのためキャリアの刑事には良い印象を持っておらず、初めは姜警監に対して辛く当たったり嫌みを言うこともあった。
姜警監と協力して、事件の捜査に当たる。
姜青道（カン・チョンドウ、강 청도）
韓国警察庁・警監。
韓国で1件目、2件目の事件を捜査している中、日本でも同様の事件が起きたことを聞き付け来日する。日本で事件を追っていた猪瀬警部補と出会い、一緒に捜査を始める。
日本語に堪能であり、通訳を介さずに会話することが出来る。
韓国武術・テキョンの使い手。
佐川雄治（さがわ ゆうじ）
警視庁・巡査部長。
猪瀬警部補の部下。

## 備考
- 『週刊コミックバンチ』誌上での連載期間は、2002年6月7日（第47号）から2003年8月8日（第105号）までの、約1年2か月間である。
- 韓国では鶴山文化社から発売されている。
- 単行本各巻末には、「読者の皆様へ」と題し、「この作品は翻訳ものではなく日韓の読者へ向けた新しい作品である。」、「偏見を助長する内容ではない。」といった旨を記述したページがある。
- 韓国警察の階級「キョンガム」（경감）であるが、単行本第1巻収録分までは「警鑑」、それ以降は「警監」という表記がなされている。「警監」が正しい表記であるため、第2巻から訂正されたようである。なお、警監は日本警察の警部・係長に相当する。